# Remmina
Remmina és un client d'escriptori remot per a sistemes operatius d'ordinador basats en POSIX. Admet els protocols Remote Desktop Protocol (RDP), VNC, NX, XDMCP, SPICE, X2Go i SSH i utilitza FreeRDP com a base. Es basa en la biblioteca GTK+ per a la visualització i permet la connexió remota a escriptoris de molts sistemes operatius : GNU/Linux, Unix, Windows, Mac OS, Android , etc.
Es troba entre d'altres als repositoris de les distribucions següents:
- Debian des de la versió 6 (Squeeze )
- Ubuntu a partir de 10.04 (Lucid Lynx)
- Linux Mint des de la versió 10 (Julia)
- Fedora 11 (Leonidas) i superior

## Característiques principals
- Connexions en múltiples plataformes remotes.
- Emmagatzemar la configuració de connexió.
- Possible incorporació de plugins per a la gestió de nous protocols.
- Emmagatzemar contrasenyes al teu clauer.

## Empaquetatge
Remmina es troba als dipòsits de paquets per a les versions 6 de Debian (Squeeze) i posteriors i per a les versions d'Ubuntu des de la 10.04 (Lucid Lynx). A partir de l'11.04 (Natty Narwhal), va substituir tsclient com a client d'escriptori remot predeterminat d'Ubuntu. La col·lecció de ports/paquets de FreeBSD també la conté com a port separat i ports addicionals de connectors específics del protocol.
Un ús comú és connectar-se a màquines Windows, utilitzar servidors i ordinadors de manera remota a través de Serveis d'escriptori remot per part d'administradors del sistema i usuaris novells.